# فرانسوا روزه
فرانسوا روزه (فرانسوی: François Rozet‎؛ ‏ ۱۸۹۹ – ۸ آوریل ۱۹۹۴) یک هنرپیشه اهل فرانسه بود.
از فیلم‌ها یا برنامه‌های تلویزیونی که وی در آن نقش داشته‌است می‌توان به آثار زیر اشاره کرد.
- ۱۹۲۵: بینوایان (فیلم ۱۹۲۵)
- ۱۹۲۹: مونت کریستو (فیلم ۱۹۲۹)
- ۱۹۶۱: باغ آلبالو